# Col de Légal
Le col de Légal est une station de sports d'hiver d'Auvergne-Rhône-Alpes se situant sur la commune de Saint-Projet-de-Salers et Girgols, dans le département du Cantal, à 28 km d'Aurillac.
C'est avant tout une station à caractère familial qui offre des possibilités de ski de fond et de randonnée raquettes, pour tous niveaux. De nombreuses activités sont praticables aussi bien l'hiver que l'été.

## Géographie
La station de sports d'hiver est implantée au cœur du parc régional des volcans d’Auvergne sur le versant Ouest des monts du Cantal. La station est à proximité du GR 400. C'est la station la plus à l'Ouest du massif. La station est gérée par la Communauté de communes du Pays de Salers.

## Hiver

### Ski de fond
- Les pistes de ski de fond s'étendent sur 120 hectares, de 1 100 à 1 334 mètres d'altitude et sillonnent le versant sud et le versant nord de la montagne, avec une portion de piste sur le plateau du Luc, garantissant quelques paysages hivernaux magnifiques.

- 9 pistes de ski de fond balisées et réparties selon leurs difficultés, allant de la piste verte à la piste noire, totalisant 43 km de piste.

| Nom de la piste  | Couleur de la piste | Longueur          |
| ---------------- | ------------------- | ----------------- |
| Les Sapins       | Vert                | 6 km aller/retour |
| Le Marquis       | Bleue               | 1,5 km            |
| Le Cayrel        | Bleue               | 2 km              |
| Le Bois          | Bleue               | 3 km              |
| Rangouze         | Bleue               | 5 km              |
| Le Luc           | Rouge               | 4,5 km            |
| La Bontat        | Rouge               | 6,5 km            |
| Les Deux Vallées | Noire               | 9,8 km            |

Les différents points de vue visibles depuis le site du col de Légal sont les suivants :
- le puy Chavaroche ;
- le puy Violent ;
- le puy Mary.

Les pistes sont tracées (en classique et skating) et sécurisées quotidiennement.

### Raquette
Quatre parcours de raquettes sont aménagés et balisés, dans les bois ou sur les crêtes, totalisant une vingtaine de kilomètres.
Ces itinéraires ont été réalisés pour que chaque type de raquetteur puisse trouver une piste à son niveau, allant de la piste ludique à travers les bois, aux pistes nécessitant une après-midi entière.

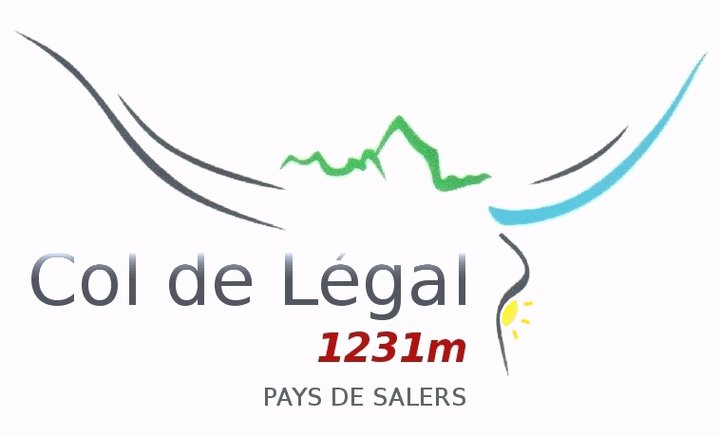
Logo du col de Légal.

| Nom                      | Couleur     | Longueur          | Durée de la balade |
| ------------------------ | ----------- | ----------------- | ------------------ |
| Piste Verte              | Vert        | 2 km              | 1 h 00             |
| Piste Bleue              | Bleue       | 2,5 km            | 1 h 30             |
| Itinéraire de Cabrespine | Bleue-Rouge | 7 km aller/retour | De 2 h 30 à 3 h 30 |
| Itinéraire du Ramet      | Bleue-Rouge | 8 à 10 km         | De 2 h 45 à 4 h    |

### Chiens de traîneaux
Des promenades en traîneaux à chiens de dix à vingt minutes sont organisées les week-ends et pendant les vacances scolaires sur réservation.

## Printemps/Été

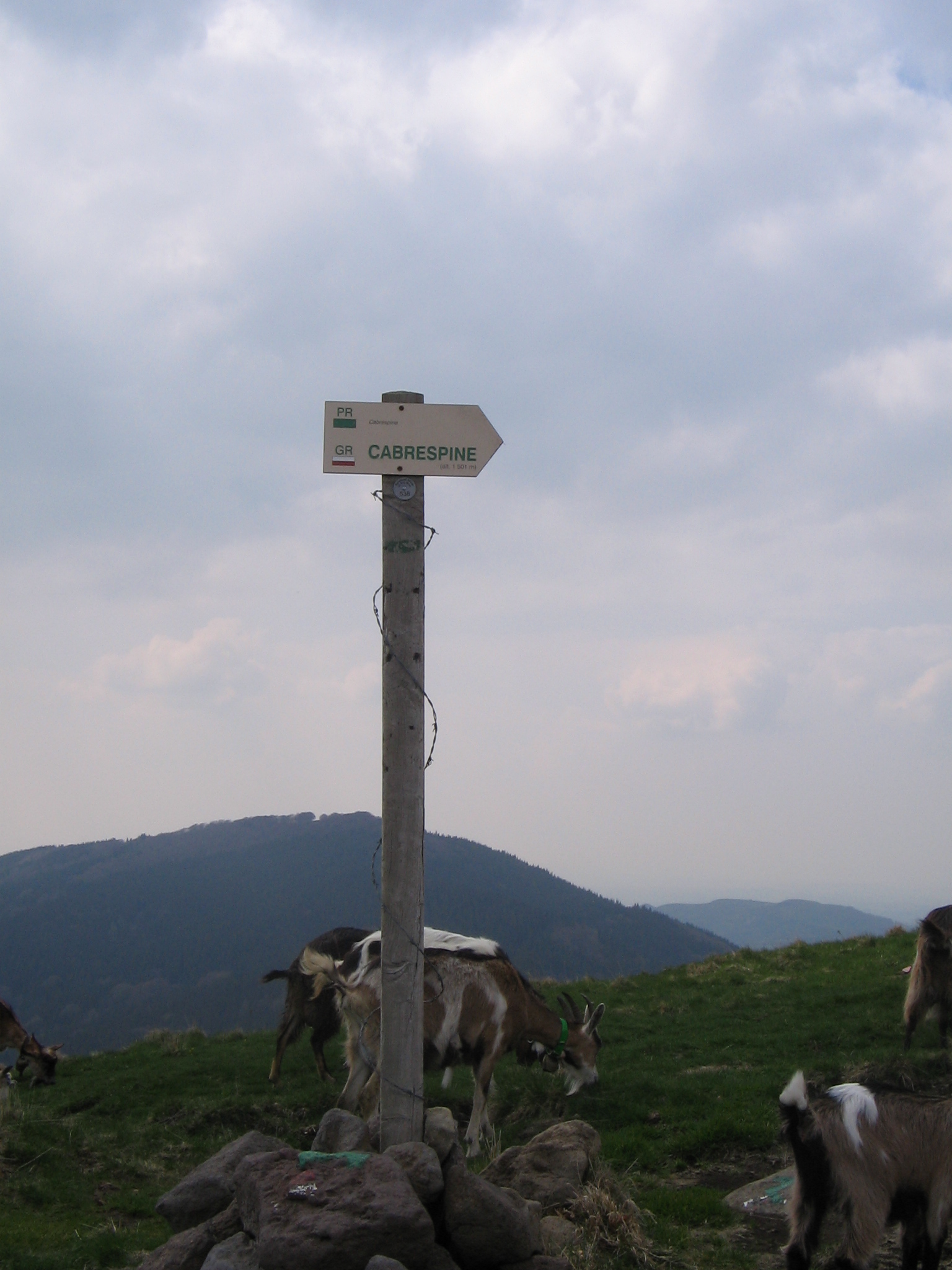
Randonnée à partir du col de Légal.

De nombreuses balades sont possibles autour du col de Légal, autant à pied, à VTT, en cylclisme ou encore à cheval, en dehors de la saison hivernale.
Le GR 400, sentier de grande randonnée passe à proximité de la station. Soit 170 km de chemin balisé, parcourant le volcan cantalien depuis ses vallées glaciaires jusqu'à ses sommets en passant par les pâturages d'altitude et ses paysages d'estives.

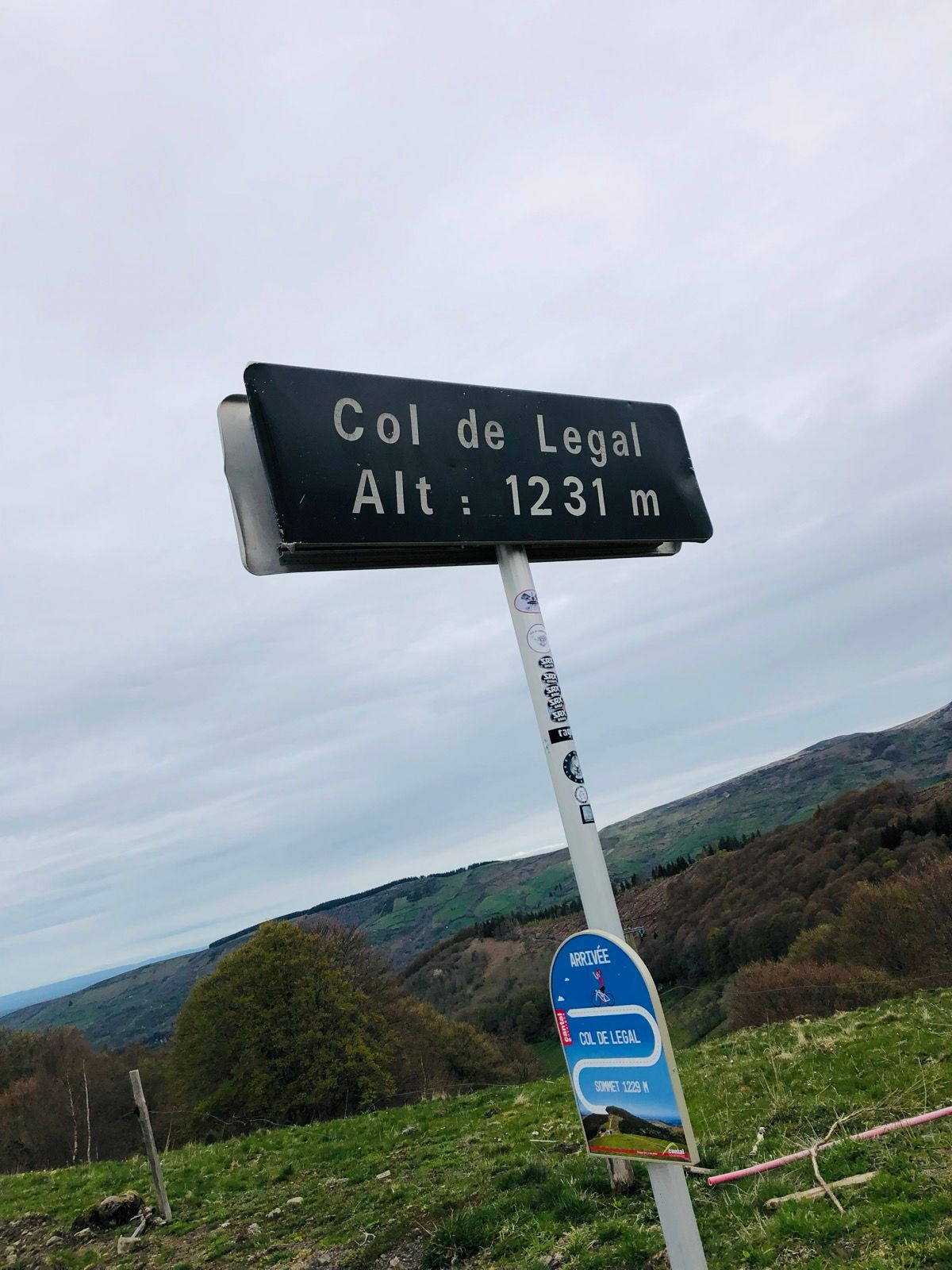
Col de Legal (routier), en avril 2023.

De plus, de juin à septembre, le buron du Légal (situé à 500 m de la station) est un des derniers lieux d'estives où les fromages de la région (Cantal et Tomme) sont fabriqués et vendus. C'est un des derniers burons encore en activité (il en reste seulement 6 dans le Cantal).

## Histoire
Créée en 1976, la station du col de Légal était d'abord destinée à la pratique du ski alpin. Il y avait 2 téléskis. La même année, l'auberge est construite avec les pierres du terrain. Par la suite, le domaine de ski de fond s'est ouvert, offrant des pistes sur les versants Ouest et Est. En 1989, le ski alpin est arrêté en raison d'un enneigement variant selon les hivers rendant les investissements délicats.
Depuis 1990, seul le ski de fond subsiste avec un domaine skiable de 43 km, et la pratique des raquettes à neige sur le versant des anciennes pistes de ski alpin.
En 1995, le gîte d'étape et le gîte de groupe ont vu leur apparition.
Depuis juillet 2007, la station du col de Légal fait partie du Grand Pays de Salers.
L'auberge, située face à la station, reste ouverte toute l'année proposant des repas traditionnels de la région comme la truffade.

## Accès
L'accès routier se fait par la route des crêtes (D 35), par Aurillac (28 km) ou par la D 60, par Saint-Cernin.

## Album Photos

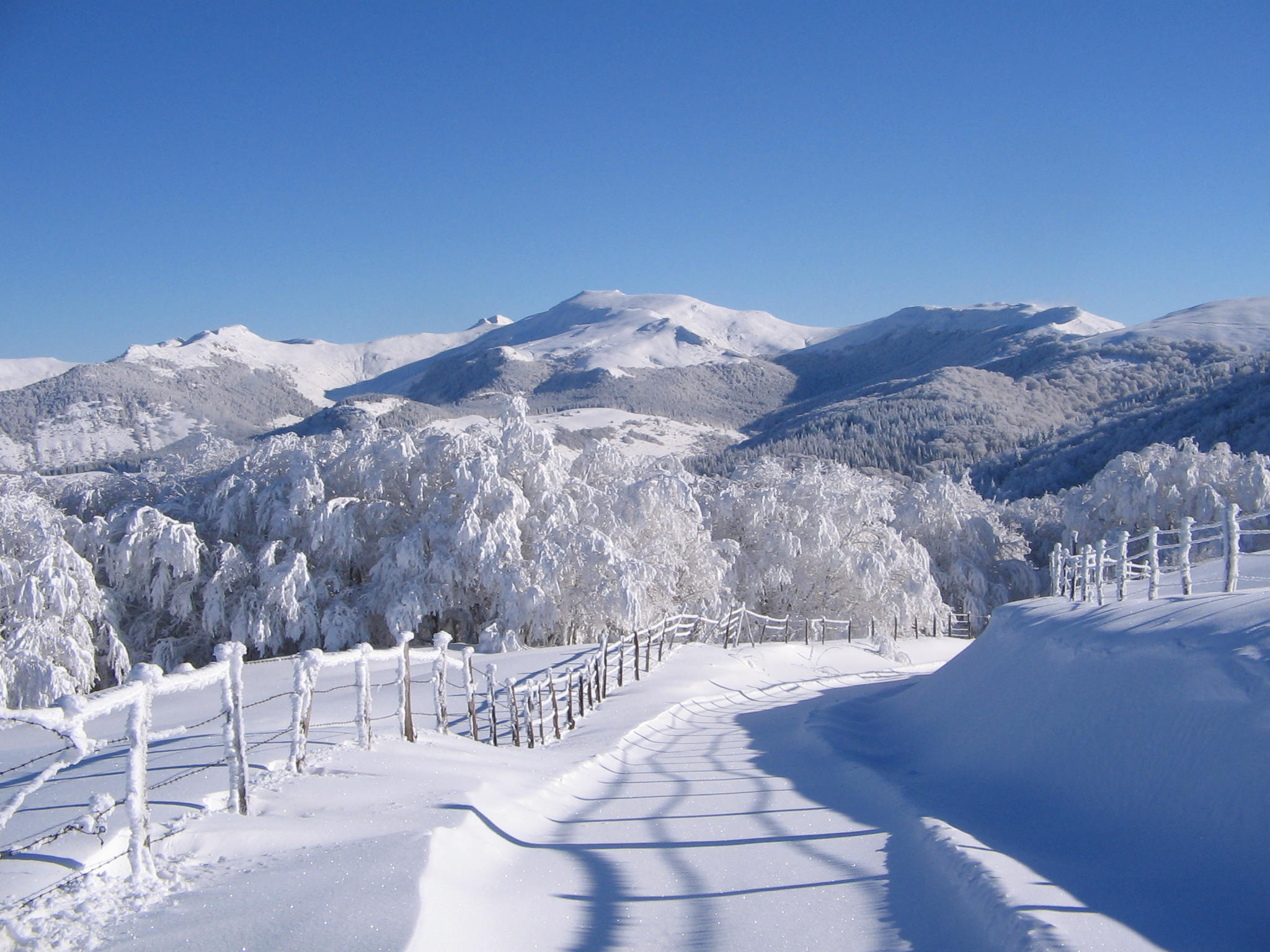
Panorama des monts du Cantal.
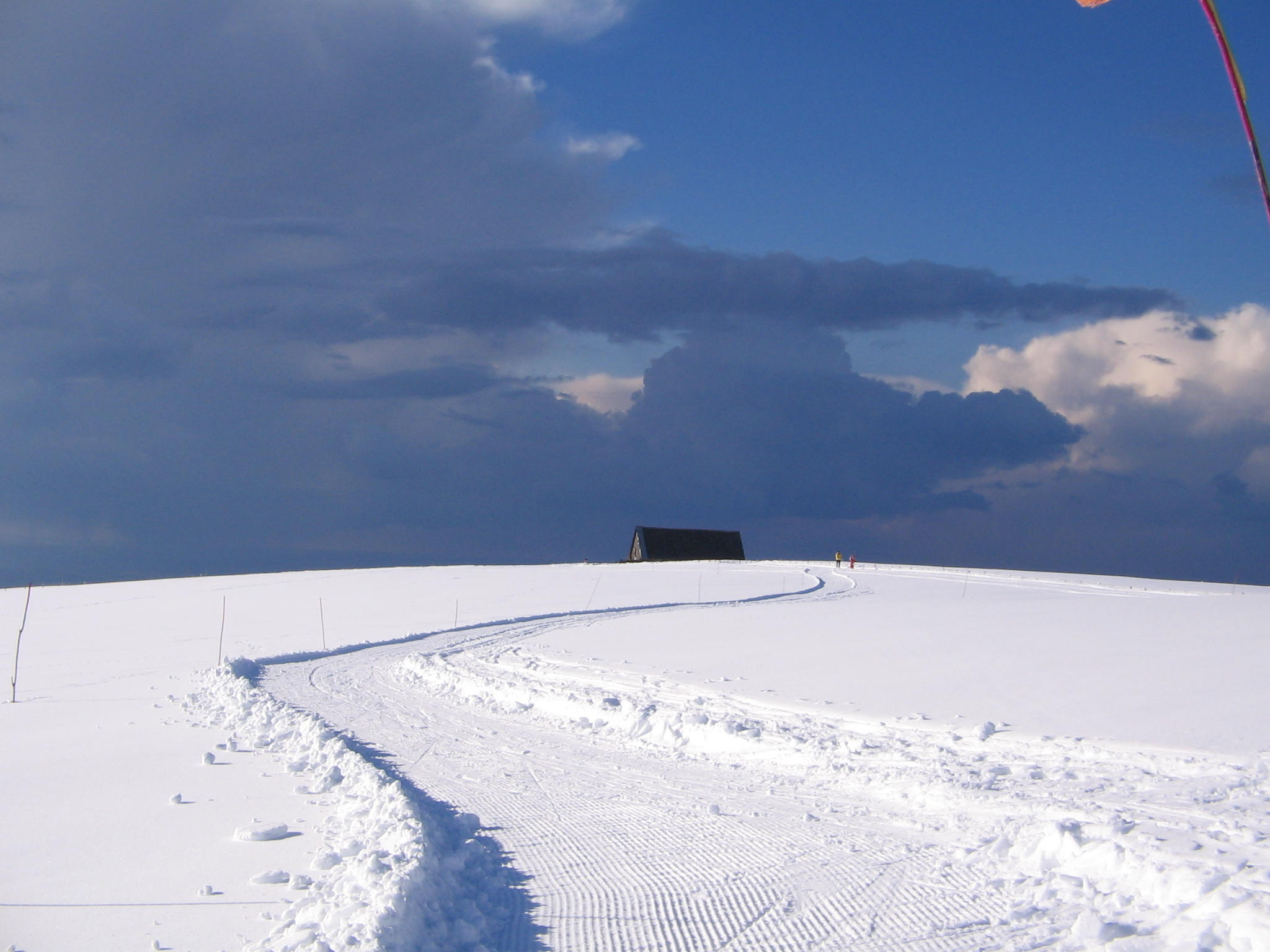
Buron typique des montagnes du Cantal.
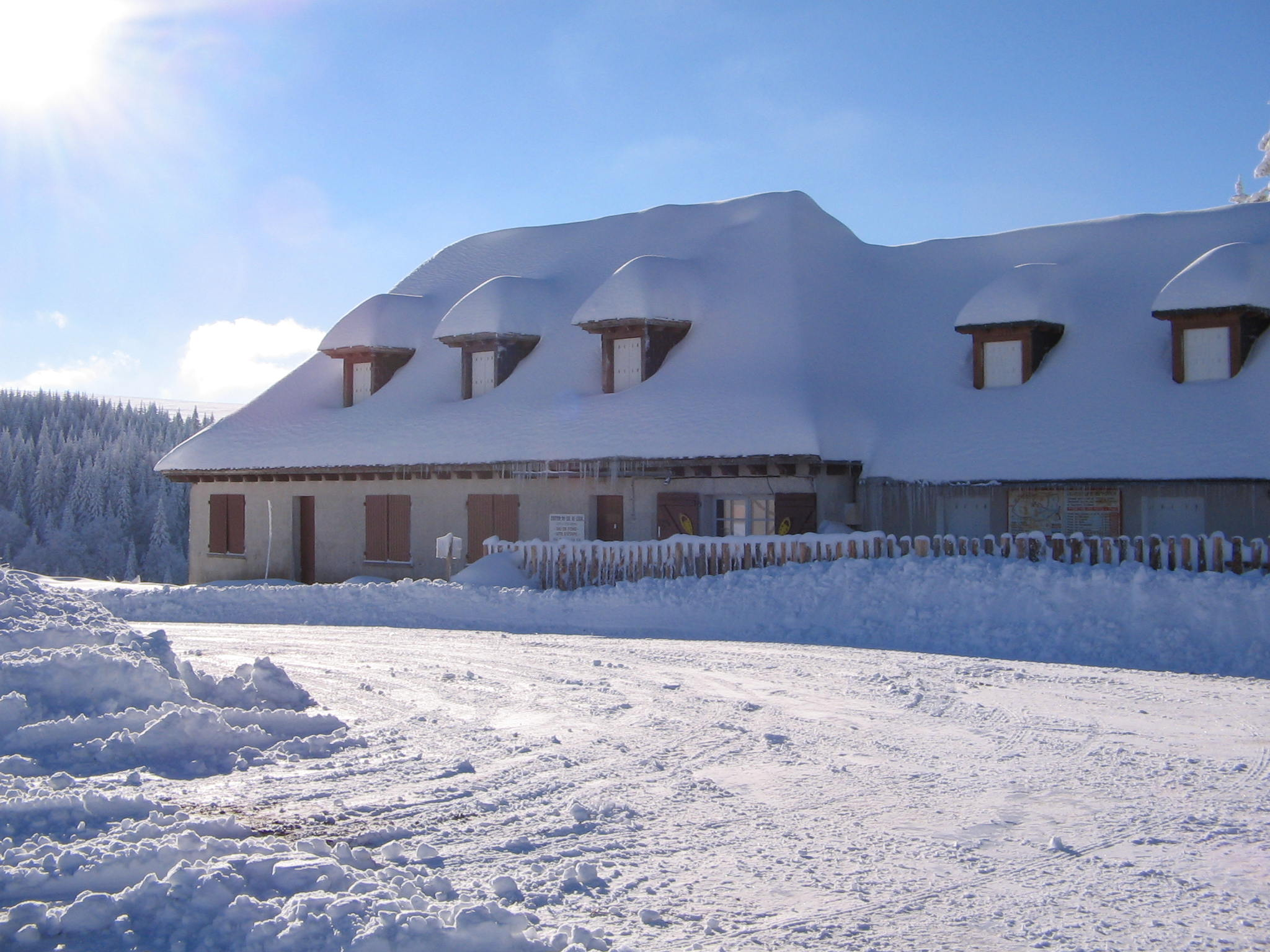
Gîte et foyer de ski de fond du col de Légal.
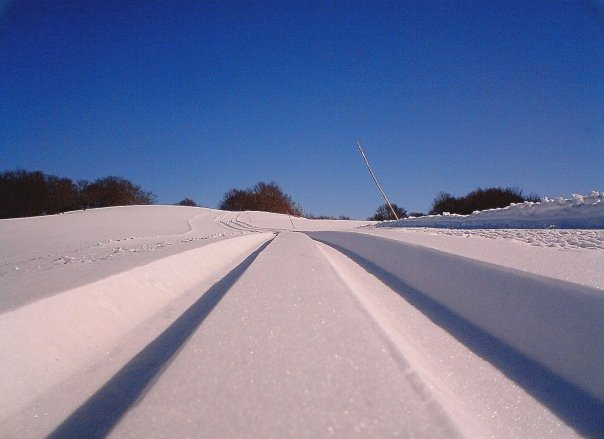
Suivez nos traces !